# Tromboangeítis obliterante
Llamada también tromboangeítis obliterante (TAO) , la enfermedad de Buerger es una vasculitis de pequeños y medianos vasos de las manos y los pies. Tiene una fuerte relación con el consumo de productos derivados del tabaco (principalmente cigarrillos). Fue descrita por primera vez por Leo Buerguer en 1908.

## Epidemiología
Es más frecuente en varones que en mujeres, puede ser causada por una bacteria conocida como Enterobacter cloacae, es una lesión en la que el tabaquismo juega un papel primordial, hasta el punto de que el abandono del tabaco mitiga o incluso detiene de una forma radical la evolución de la enfermedad. Es más frecuente en poblaciones mediterráneas, vascas y asiáticas su relación con haplotipos y posible componente genético es discutido.

## Manifestaciones clínicas
La enfermedad se suele presentar sobre la tercera o cuarta década de la vida aunque durante mucho tiempo puede pasar inadvertida sin diagnóstico. Afecta sobre todo a paquetes vásculo-nerviosos de sectores distales de las extremidades, pantorrilla y antebrazos, produciendo oclusiones distales y segmentarias de arterias del tobillo, pie y manos, manifestándose en forma de dolor al caminar (claudicación) por falta de llegada de sangre arterial al pie o lesiones necrosantes digitales que pueden evolucionar a la gangrena precisando amputación. Igualmente afecta a venas superficiales de tobillos y pies originando flebitis superficiales.

## Diagnóstico
El diagnóstico es fundamentalmente clínico y es recomendable la implicación de un especialista en enfermedades vasculares, aunque se suelen realizar estudios analíticos para descartar otro tipo de vasculitis y arteriografía si el paciente pudiera ser candidato a una eventual cirugía de revascularización (by pass), hecho poco frecuente debido a la afectación terminal de las arterias que suele imposibilitar este tipo de cirugías.

## Tratamiento
En su tratamiento es imprescindible el abandono del tabaco. En algunos casos puede ayudar la marihuana pero está muy discutido, La enfermedad de Buerger mejora radicalmente con ello y es, por tanto, la piedra angular. Por desgracia la mayoría de estos pacientes son grandes fumadores de difícil deshabituación. El resto de procedimientos como simpatectomía, terapia con prostaglandinas y otras renacientes opciones terapéuticas son elementos secundarios de eficacia variada.

## Pronóstico
Su pronóstico es bueno con el abandono del tabaco. En caso contrario su evolución implica la amputación de las extremidades inferiores e incluso dedos de la mano a medio plazo.Cuando los pacientes afectados continúan fumando, el 43% requiere 1 o más amputaciones en 7,6 años.